# Pyrrhia purpurago
Pyrrhia purpurago là một loài bướm đêm trong họ Noctuidae.